# Адамс (округ, Айова)
А́дамс (англ. Adams County) — округ в США, штате Айова. На 2000 год численность населения составляла 4482 человек. По оценке бюро переписи населения США в 2009 году население округа составляло 3930 человек. Окружным центром является город Корнинг.

## История
Округ Адамс был сформирован 15 января 1851 года.

## География
По данным Бюро переписи США, общая площадь округа равняется 1 101,8 км², из которых 1 097,0 км² суша и 4,8 км² или 0,44 % это водоемы.

### Основные шоссе
- Шоссе 34
- Автострада 25
- Автострада 148

### Соседние округа
- Касс (Айова)  (северо-запад)
- Адэр (Айова)  (северо-восток)
- Юнион (Айова)  (восток)
- Тейлор (Айова)  (юг)
- Монтгомери (Айова)  (запад)

## Демография
По данным переписи населения 2000 года в округе проживало 4482 жителей. Среди них 21,9 % составляли дети до 18 лет, 21,7 % люди возрастом более 65 лет. 50,3 % населения составляли женщины.
Национальный состав был следующим: 98,8 % белых, 0,1 % афроамериканцев, 0,6 % представителей коренных народов, 0,2 % азиатов, 0,9 % латиноамериканцев. 0,3 % населения являлись представителями двух или более рас.
Средний доход на душу населения в округе составлял $15550. 11,2 % населения имело доход ниже прожиточного минимума. Средний доход на домохозяйство составлял $40393.
Также 84,5 % взрослого населения имело законченное среднее образование, а 12,0 % имело высшее образование.